# Platysphinx phyllis
Platysphinx phyllis är en fjärilsart som beskrevs av Rothschild och Jordan 1903. Platysphinx phyllis ingår i släktet Platysphinx och familjen svärmare. Inga underarter finns listade i Catalogue of Life.